# Eleni Schindler-Kaudelka

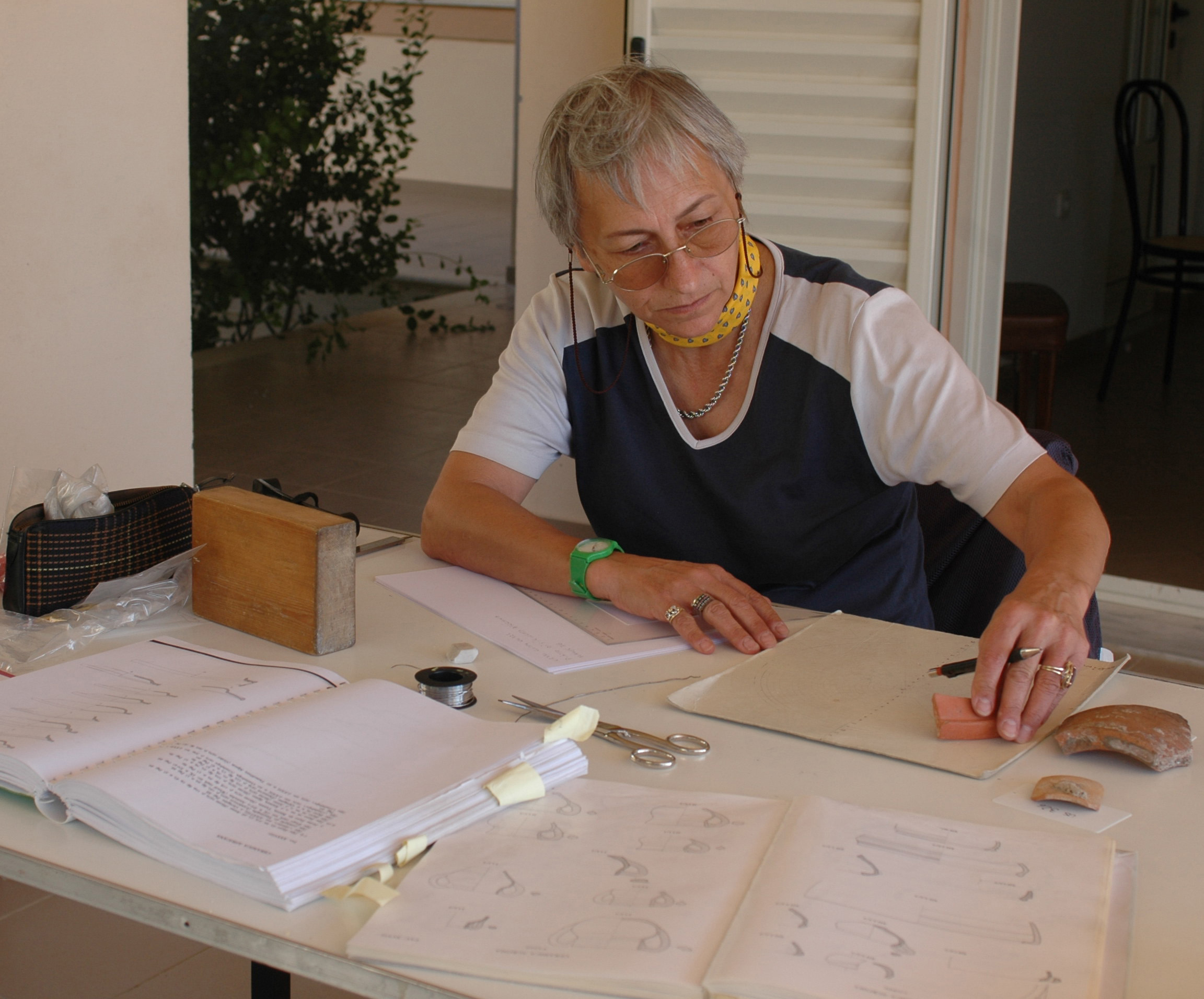
Eleni Schindler-Kaudelka, 2012

Eleni Schindler-Kaudelka (* 9. Mai 1949 in Wien) ist eine österreichische Archäologin. Ihr Spezialgebiet ist die römerzeitliche Keramik.

## Leben
Geboren und aufgewachsen in Wien als Tochter eines Arztes und einer Griechin besucht sie von 1955 bis 1967 das Lycée Français de Vienne mit Abschluss eines Baccalauréat der Université de Strasbourg, série Philosophie. In den Jahren 1967 bis 1973 studiert sie an der Universität Wien Klassische Archäologie, Alte Geschichte und Antike Numismatik und promoviert „summa cum laude“ mit der Dissertation „Die dünnwandige Gebrauchskeramik des Magdalensberges“, die zwei Jahre später auch als gleichnamige Monographie in der Reihe „Archäologische Forschungen zu den Grabungen auf dem Magdalensberg“ veröffentlicht wird. 1980 und 1989 erscheinen weitere grundlegende Werke über Themen der Keramikforschung vom Magdalensberg in derselben Reihe. In Druckvorbereitung befindet sich eine Fortsetzung von Band 10 (1989) über die gewöhnliche Gebrauchskeramik vom Magdalensberg. Zusammen mit Susanne Zabehlicky-Scheffenegger arbeitet sie über die graue Grobkeramik vom Magdalensberg, die Koch- und Vorratswaren regionaler Produktion. Neben einer Reihe von Aufsätzen zur Keramik der frühen römischen Kaiserzeit ist die Untersuchung zur italischen Terra Sigillata mit Appliken in Noricum zu erwähnen. Eine von ihr 2008 zusammengestellte und jährlich aktualisierte Gesamtbibliographie über die Forschungen zum Magdalensberg ist im Internet abrufbar.
Ein Praktikum als Studentin am Magdalensberg im Jahr 1969 begründet den Beginn einer ununterbrochenen Mitarbeit bei den Ausgrabungen, die zum Mittelpunkt ihrer Forschungen werden. Dort ist sie von Beginn ihrer Tätigkeit an in die Ausbildung involviert, die mittlerweile schon Generationen studentischer Praktikanten durchlaufen haben. In der Folge, nicht zuletzt aufgrund ihrer Sprachkenntnisse, wird sie zur Betreuerin zahlreicher in- und ausländischer Diplomarbeiten und Dissertationen in Verbindung mit dem Magdalensberg und der römerzeitlichen Keramik, an Universitäten Österreichs, Deutschlands, Frankreichs, Belgiens, Italiens, Sloweniens und Kroatiens. Am Magdalensberg lernt sie ihren späteren Mann Wolfgang Schindler kennen, den Sohn der Keramikforscherin Maria Schindler, die das Standardwerk zur glatten roten Terra Sigillata vom Magdalensberg verfasst hat.
Bei zahlreichen Projekten und Grabungen außerhalb Österreichs ist sie als Mitarbeiterin und Beraterin tätig, etwa am Teatro del Pythion di Gortina/Kreta, in der Casa di Arianna in Pompeji oder im Latifundium von Loron/Kroatien. Weitere Aktivitäten betreffen die Gestaltung von Museen und Ausstellungen, etwa am World Heritage Museum der University of Illinois in Urbana-Champaign/USA.

## Schriften (Auswahl)
- Die dünnwandige Gebrauchskeramik vom Magdalensberg (= Archäologische Forschungen zu den Grabungen auf dem Magdalensberg. 3 = Kärntner Museumsschriften. 58). Verlag des Landesmuseums für Kärnten, Klagenfurt 1975, (Digitalisat).
- Die römische Modelkeramik vom Magdalensberg (= Archäologische Forschungen zu den Grabungen auf dem Magdalensberg. 7 = Kärntner Museumsschriften. 66). 2 Bände (Textband. Tafelband). Verlag des Landesmuseums für Kärnten, Klagenfurt 1980, (Digitalisat).
- Die gewöhnliche Gebrauchskeramik vom Magdalensberg. Helltonige Krüge und Verwandtes (= Archäologische Forschungen zu den Grabungen auf dem Magdalensberg. 10 = Kärntner Museumsschriften. 72). Verlag des Landesmuseums für Kärnten, Klagenfurt 1989, ISBN 3-900575-05-3, (Digitalisat).
- mit Ulrike Fastner, Michael Gruber, Gerwulf Schneider: Italische Terra Sigillata mit Appliken in Noricum (= Denkschriften der Österreichischen Akademie der Wissenschaften, phil.-hist. Klasse. 298 = Archäologische Forschungen. 6). Verlag der Österreichischen Akademie der Wissenschaften, Wien 2002, ISBN 3-7001-3025-2.